# Iridia Eleri
(Terry Brooks, Jarka Ruus)
Iridia Eleri è una dei personaggi del ciclo Il Druido Supremo di Shannara scritto da Terry Brooks, e aiuterà Shadea a'Ru ad esiliare Grianne Ohmsford all'interno del Divieto.

## Storia
La solitudine fu una costante della vita di Iridia. Già in tenera età i suoi genitori si accorsero delle sue doti magiche, che a causa della superstizione e degli antichi miti destavano in loro diffidenza e paura: per questo motivo fu mandata a studiare presso una vecchia che si diceva conoscesse le arti magiche e fu allontanata dai fratelli e dal resto della famiglia. Per dieci anni seguì la propria maestra che si era rivelata un'inetta ma che almeno le aveva permesso di dare libero sfogo alle sue capacità; quando si sentì pronta e stanca della presenza della vecchia, la liquidò in poco tempo e la gettò senza alcuna pietà in un pozzo dove la sua ex maestra alla fine trovò la morte.
Fuggì nella Malaterra dove incontrò Shadea, con cui proseguì i suoi studi. Quando furono pronte andarono a Paranor ma nel viaggio si innamorò di un uomo con cui trascorse momenti meravigliosi: nonostante ciò si unì alla causa dei druidi ed incontrò Ahren Elessedil. La strega degli Elfi si innamorò profondamente di lui e quando nacque la figlia del suo consorte la abbandonò, assieme al padre. in qualche modo l'Ard Rhys scoprì l'intera vicenda e si indignò moltissimo con il Druido; come se questo non fosse bastato, Ahren rifiutò il suo amore, essendo ancora innamorato di una sua compagna di viaggi nella terra di Parkasia che però non ce l'aveva fatta a tornare nelle Quattro Terre. L'elfo era certo che non avrebbe più potuto amare nessuno in quel modo.
Iridia invece scaricò ogni colpa sull'Ard Rhys e si unì ai congiurati di Shadea a'Ru. Nel momento in cui il dolore e la frustrazione dominavano la strega, fu adescata dalla Voce che la convinse a recarsi nelle rovine del Regno del Teschio dove avrebbe dovuto preparare i riti che stabilirono successivamente un contatto stabile tra le Quattro Terre e il Divieto. Fu in questo modo che Iridia ricevette la notte liquida e la Voce continuò ad alimentare il suo odio verso Grianne in modo che nella strega non fossero venuti dubbi o timori.
Guidata dalla misteriosa entità, Eleri contattò Sen Dunsidan e le promise di diventare la sua spia presso i druidi; in segno di buona fede le consegnò la notte liquida che lui a sua volta consegnò a Shadea: in questo modo il piano della Voce prendeva forma.
Dopo l'esilio di Grianne, l'entità decise di rivelarsi alla strega degli Elfi: essa non era altri che Il Moric, un demone al servizio di Tael Riverine, che uccise Iridia e ne prese le sembianze.